# UCI Europe Tour 2011
De UCI Europe Tour 2011 was de zevende uitgave van de UCI Europe Tour, een van de vijf Continentale circuits van de UCI. Deze competitie omvatte meer dan 300 wedstrijden, en liep van 28 oktober 2010 tot en met 16 oktober 2011. Deze competitie werd gewonnen door Giovanni Visconti.
Dit is een overzichtspagina met klassementen, ploegen en de winnaars van de belangrijkste UCI Europe Tour wedstrijden in 2011.

## Uitslagen belangrijkste wedstrijden
Zijn opgenomen in deze lijst: alle wedstrijden van de UCI Europe Tour-kalender van de categorieën 1.HC, 1.1, 2.HC en 2.1 en de Europese wedstrijden van de UCI Nations Cup U23 / 2011.

### Januari
| Datum | Wedstrijd                 | Categorie | Winnaar             | Etappewinnaars                                                                   |
| ----- | ------------------------- | --------- | ------------------- | -------------------------------------------------------------------------------- |
| 28-30 | Ronde van Reggio Calabria | 2.1       | Daniele Pietropolli | \| 1 \| Daniele Pietropolli \| \| 2 \| Oscar Gatto \| \| 3 \| Manuel Belletti \| |
| 30    | GP La Marseillaise        | 1.1       | Jérémy Roy          |                                                                                  |
|       |                           |           |                     |                                                                                  |
| 1     | Daniele Pietropolli       |           |                     |                                                                                  |
| 2     | Oscar Gatto               |           |                     |                                                                                  |
| 3     | Manuel Belletti           |           |                     |                                                                                  |

### Februari
| 1 | Jawhen Hoetarovitsj |
| 2 | Lloyd Mondory       |
| 3 | Samuel Dumoulin     |
| 4 | Stéphane Poulhiès   |
| 5 | Saïd Haddou         |

| 1 | Thomas Voeckler |
| 2 | Romain Feillu   |
| 3 | Romain Feillu   |
| 4 | Romain Feillu   |
| 5 | David Moncoutié |

| 1 | Philippe Gilbert |
| 2 | John Degenkolb   |
| 3 | Steven Cummings  |
| 4 | André Greipel    |
| 5 | Tony Martin      |

| 1 | Samuel Dumoulin   |
| 2 | Julien Antomarchi |

| 1 | Jimmy Engoulvent  |
| 2 | Jonathan Hivert   |
| 3 | Francisco Ventoso |
| 4 | Óscar Freire      |
| 5 | Óscar Freire      |

| 1 | Peter Sagan      |
| 2 | Damiano Cunego   |
| 3 | Peter Sagan      |
| 4 | Peter Sagan      |
| 5 | Michele Scarponi |

### Maart
| 1 | Michael Matthews |
| 2 | Alberto Contador |
| 3 | Alberto Contador |

| 1 | Jesse Sergent  |
| 2 | John Degenkolb |
| 3 | Niko Eeckhout  |

| 1a | Manuel Belletti   |
| 1b | José Serpa        |
| 2  | Claudio Corioni   |
| 3  | Emanuele Sella    |
| 4  | Adriano Malori    |
| 5  | Giovanni Visconti |

| 1 | Fränk Schleck  |
| 2 | Simon Geschke  |
| 3 | Andreas Klöden |

| 1  | André Greipel      |
| 2  | Denis Galimzjanov  |
| 3a | Jacopo Guarnieri   |
| 3b | Sébastien Rosseler |

### April
| 1  | Daniele Bennati |
| 2a | Michel Kreder   |
| 2b | Daniele Bennati |
| 3  | Anthony Roux    |
| 4  | Daniele Bennati |

| 1 | Francisco Ventoso |
| 2 | Francisco Ventoso |
| 3 | Filippo Savini    |
| 4 | Alberto Contador  |
| 5 | Ben Swift         |

| 1 | Kenny van Hummel |
| 2 | Kenny van Hummel |

| 1 | Andreas Klöden  |
| 2 | Thomas Voeckler |
| 3 | Fabio Duarte    |
| 4 | Roman Kreuziger |

| 1 | Sean de Bie           |
| 2 | Rudy Molard           |
| 3 | Salvatore Puccio      |
| 4 | Konstantin Klimjankow |
| 5 | Manuel Amaro          |

| 1 | Andrea Guardini     |
| 2 | Valentin Iglinski   |
| 3 | Manuel Belletti     |
| 4 | Alessandro Petacchi |
| 5 | Matteo Rabottini    |
| 6 | André Greipel       |
| 7 | Andrea Guardini     |
| 8 | Kenny van Hummel    |

| 1  | Stefan Schumacher   |
| 2a | Robert Förster      |
| 2b | Stefan Schumacher   |
| 3  | Javier Moreno       |
| 4  | Víctor Cabedo       |
| 5  | Constantino Zaballa |

### Mei
| 1 | Marcel Kittel   |
| 2 | Marcel Kittel   |
| 3 | Marcel Kittel   |
| 4 | Thomas Voeckler |
| 5 | Marcel Kittel   |

| 1 | Jiří Hochmann    |
| 2 | Robert Vrečer    |
| 3 | Tino Thömel      |
| 4 | Marek Rutkiewicz |

| 1 | Jonathan Castroviejo |
| 2 | Enrique Sanz         |
| 3 | Giovanny Báez        |

| 1 | Egidijus Juodvalkis |
| 2 | Romain Feillu       |
| 3 | Jimmy Casper        |

| 1 | Anthony Roux       |
| 2 | Sébastien Chavanel |
| 3 | Thomas De Gendt    |
| 4 | Anthony Roux       |
| 5 | Romain Feillu      |

| Proloog | Lieuwe Westra    |
| 1       | André Greipel    |
| 2       | Aidis Kruopis    |
| 3       | Philippe Gilbert |
| 4       | André Greipel    |

| 1 | Edvald Boasson Hagen |
| 2 | John Degenkolb       |
| 3 | Michael Albasini     |
| 4 | Bradley Wiggins      |
| 5 | Giacomo Nizzolo      |

### Juni
| Proloog | Fabian Cancellara |
| 1       | Denis Galimzjanov |
| 2       | Linus Gerdemann   |
| 3       | Davide Appollonio |
| 4       | Romain Feillu     |

| Proloog | Jos van Emden    |
| 1       | Marcel Kittel    |
| 2       | Steven Caethoven |

| Proloog | Patrick Gretsch  |
| 2       | Tyler Farrar     |
| 3       | Juan José Haedo  |
| 4       | Philippe Gilbert |
| 5       | Leigh Howard     |

| Proloog | Robert Vrečer   |
| 1       | Elia Viviani    |
| 2       | Diego Ulissi    |
| 3       | Andrea Guardini |

| 1 | Stefan van Dijk   |
| 2 | Anthony Charteau  |
| 3 | Jurgen Van Goolen |
| 4 | Luis Ángel Maté   |

| 1 | Tomáš Bucháček   |
| 2 | André Schulze    |
| 3 | Marcin Sapa      |
| 4 | Steffen Radochla |

### Juli
| 1 | Robert Hunter      |
| 2 | Fredrik Kessiakoff |
| 3 | Jens Keukeleire    |
| 4 | Alexandre Geniez   |
| 5 | Ian Stannard       |
| 6 | Greg Van Avermaet  |
| 7 | Bert Grabsch       |
| 8 | Daniele Bennati    |

| 1 | Marco Frapporti    |
| 2 | Fabio Felline      |
| 3 | Manuel Belletti    |
| 4 | Domenico Pozzovivo |
| 5 | Sacha Modolo       |

| 1 | Matthieu Ladagnous |
| 2 | Joost van Leijen   |
| 3 | Daniele Bennati    |
| 4 | Robbie McEwen      |
| 5 | Greg Van Avermaet  |

### Augustus
| 1       | Samuel Sánchez    |
| 2       | Joaquim Rodríguez |
| 3 (PTR) | Team Movistar     |
| 4       | Daniel Moreno     |
| 5       | Mikel Landa       |

| 1 | Sacha Modolo   |
| 2 | Remy Cusin     |
| 3 | Jakob Fuglsang |
| 4 | Sacha Modolo   |
| 5 | Richie Porte   |
| 6 | Theo Bos       |

| Proloog | Hugo Sabido       |
| 1       | Sergio Ribeiro    |
| 2       | Sergio Ribeiro    |
| 3       | Hernâni Brôco     |
| 4       | Jose Toribio      |
| 5       | Andrea Guardini   |
| 6       | Francesco Gavazzi |
| 7       | Ricardo Mestre    |
| 8       | André Cardoso     |
| 9       | Jacob Rathe       |
| 10      | Francesco Gavazzi |

| 1 | Samuel Dumoulin |
| 2 | Bert De Waele   |

| Proloog | Wilco Kelderman |
| 1       | Jimmy Casper    |
| 2       | Thibaut Pinot   |
| 3       | Wout Poels      |
| 4       | Thibaut Pinot   |

| 1 | Björn Leukemans    |
| 2 | Tony Gallopin      |
| 3 | Matthieu Ladagnous |
| 4 | Matthieu Ladagnous |

| 1 | Davide Appollonio   |
| 2 | Jawhen Hoetarovitsj |
| 3 | Anthony Ravard      |
| 4 | Jesse Sergent       |
| 5 | Alex Dowsett        |

| 1 | Thibaut Pinot     |
| 2 | Sacha Modolo      |
| 3 | Sacha Modolo      |
| 4 | Giovanni Visconti |

### September
| Proloog | Michael Hepburn |
| 1       | Moreno Hofland  |
| 2       | Wouter Wippert  |
| 3       | Michael Hepburn |
| 4       | Nikias Arndt    |
| 5       | Romain Bardet   |
| 6       | Simon Yates     |
| 7       | Warren Barguil  |

| 1 | Sacha Modolo    |
| 2 | Elia Viviani    |
| 3 | Sacha Modolo    |
| 4 | Ivan Basso      |
| 5 | Andrea Guardini |

| 1  | Mark Cavendish     |
| 2  | Afgelast           |
| 3  | Lars Boom          |
| 4  | Thor Hushovd       |
| 5  | Mark Renshaw       |
| 6  | Lars Boom          |
| 7  | Gediminas Bagdonas |
| 8a | Alex Dowsett       |
| 8b | Mark Cavendish     |

| 1 | Robbie McEwen      |
| 2 | Christopher Sutton |
| 3 | Tom Veelers        |
| 4 | Robbie McEwen      |

### Oktober
| Datum | Wedstrijd                    | Categorie | Winnaar             | Etappewinnaars |
| ----- | ---------------------------- | --------- | ------------------- | -------------- |
| 1     | Memorial Marco Pantani       | 1.1       | Fabio Taborre       |                |
| 2     | Ronde van de Vendée          | 1.HC      | Marco Marcato       |                |
| 3     | Ronde van het Münsterland    | 1.HC      | Marcel Kittel       |                |
| 4     | Memorial Frank Vandenbroucke | 1.1       | Rüdiger Selig       |                |
| 6     | Coppa Sabatini               | 1.1       | Enrico Battaglin    |                |
| 6     | Parijs-Bourges               | 1.1       | Matthew Hayman      |                |
| 8     | Ronde van Emilia             | 1.HC      | Carlos Betancurt    |                |
| 9     | GP Beghelli                  | 1.1       | Filippo Pozzato     |                |
| 9     | Parijs-Tours                 | 1.HC      | Greg Van Avermaet   |                |
| 10    | Nationale Sluitingsprijs     | 1.1       | Jawhen Hoetarovitsj |                |
| 13    | Ronde van Piemonte           | 1.HC      | Daniel Moreno       |                |
| 16    | Chrono des Nations           | 1.1       | Tony Martin         |                |

## Professionele continentale ploegen 2011
In december 2010 werden de 23 professionele continentale ploegen bekendgemaakt door de UCI, 19 daarvan hadden een Europese licentie en rijden dus in de UCI Europe Tour 2011.

## Eindklassementen
| Rang | Renner              | Punten |
| ---- | ------------------- | ------ |
| 1    | Giovanni Visconti   | 716    |
| 2    | Jawhen Hoetarovitsj | 659,25 |
| 3    | Davide Rebellin     | 652    |
| 4    | Marcel Kittel       | 556    |
| 5    | Thomas Voeckler     | 518    |
| 6    | Stefan van Dijk     | 494    |
| 7    | Anthony Roux        | 442    |
| 8    | Kenny van Hummel    | 399    |
| 9    | Sacha Modolo        | 372    |
| 10   | Aidis Kruopis       | 370    |

| Rang | Ploegen                     | Punten  |
| ---- | --------------------------- | ------- |
| 1    | Française des Jeux          | 2551,1  |
| 2    | Skil-Shimano                | 1619    |
| 3    | Colnago-CSF Inox            | 1479    |
| 4    | Saur-Sojasun                | 1411,75 |
| 5    | Cofidis, le crédit en ligne | 1386    |
| 6    | Farnese Vini-Neri Sottoli   | 1355    |
| 7    | Landbouwkrediet             | 1240    |
| 8    | Team Europcar               | 1155    |
| 9    | Androni Giocattoli          | 1150    |
| 10   | Itera-Katjoesja             | 1040    |

| Rang | Land      | Punten  |
| ---- | --------- | ------- |
| 1    | Italië    | 4174,2  |
| 2    | Frankrijk | 3181,2  |
| 3    | Nederland | 2184,34 |
| 4    | Duitsland | 2162    |
| 5    | België    | 1688,2  |
| 6    | Slovenië  | 1640,4  |
| 7    | Rusland   | 1556,57 |
| 8    | Spanje    | 1143,2  |
| 9    | Portugal  | 1096    |
| 10   | Polen     | 1049    |

| Rang | Land                | Punten   |
| ---- | ------------------- | -------- |
| 1    | Italië              | 1666,5   |
| 2    | Frankrijk           | 1.541,65 |
| 3    | Nederland           | 1167,68  |
| 4    | Rusland             | 710      |
| 5    | Duitsland           | 678,75   |
| 6    | België              | 643      |
| 7    | Verenigd Koninkrijk | 454      |
| 8    | Turkije             | 442      |
| 9    | Letland             | 295      |
| 10   | Spanje              | 234,5    |

2005 · 
2006 · 
2007 · 
2008 · 
2009 · 
2010 · 
2011 · 
2012 · 
2013 · 
2014 · 
2015 · 
2016 · 
2017 ·
2018 ·
2019 ·
2020 ·
2021 ·
2022 ·
2023 ·
2024 ·
2025
Belangrijkste etappewedstrijden

Internationaal Wegcriterium · Driedaagse Brugge-De Panne · Ronde van de Alpen · Vierdaagse van Duinkerke · Ronde van Beieren · Ronde van Noorwegen · Ronde van België · Ronde van Luxemburg · Ronde van Oostenrijk · Ronde van Wallonië · Ronde van Burgos · Ronde van Denemarken · Arctic Race of Norway · Ronde van Groot-Brittannië
Belangrijkste eendaagse wedstrijden

Trofeo Laigueglia · GP Lugano · GP Nobili Rubinetterie · Dwars door Vlaanderen · Scheldeprijs · Brabantse Pijl · GP Kanton Aargau · Brussels Cycling Classic · GP Fourmies · Primus Classic Impanis-Van Petegem · Ronde van de Drie Valleien · Milaan-Turijn · Ronde van Piemonte · Ronde van het Münsterland · Ronde van Emilia · Parijs-Tours · GP Bruno Beghelli